# 第19装甲擲弾兵旅団 (ドイツ連邦陸軍)
第19装甲擲弾兵旅団「ミュンスターラント」（だい19そうこうてきだんへいりょだん、ドイツ語：Panzergrenadierbrigade 19, "Münsterland"）は、ドイツ連邦陸軍の旅団の一つ。第7装甲師団隷下にあって、旅団司令部をアーレンに置き、旅団隷下部隊はミュンスター行政管区一帯に駐屯していた。

## 歴史

### 第2次編制
旅団は連邦国防担当大臣発令による編成命令第214号（陸軍）に基づき1959年2月27日から3月1日にかけて第3軍団内にてミュンスター＝ハンドルフで編成準備を実行し1959年7月1日にアーレンに移転する。ブーズラガー男爵家の元資産、いわゆる「ヘッゼナー・ブッシュ」の跡地にヴェストファーレン兵営が完成する。1960年に最初の戦闘射撃訓練がベルゲン＝ホーンにて実施される。1961年に第203装甲擲弾兵大隊が編入する。第190防空中隊は1962年4月1日に旅団から離脱しミュンスター＝ハンドルフに所在した第7防空大隊に配転され同大隊の第2中隊となる。1962年、旅団は北大西洋条約機構の指揮系統に結合され、同年4月16日には第194戦車大隊にM48戦車が配備される。同じ年に発生したキューバ危機に基づき10月にフランスのシャロン＝アン＝シャンパーニュにあるムルムロン演習場に配置される。事態は10月27日に早期解決した。1963年にはイギリスのウェールズにあるキャッスルマーティン陸軍訓練区域（en:Castlemartin Training Area）に演習のため遠征している。1964年にはアーレンのリンデン運動場にて12,000人の観客の前で旅団長就任宣誓式が挙行される。1966年にフランスのラ・クルティーヌ戦闘訓練場に滞在する。1967年7月1日、第194戦車大隊にレオパルト1戦車が、第195装甲砲兵大隊にはM109G 155mm自走榴弾砲の配備が開始される。1968年にはオストエンネンでの洪水災害で出動する。1969年に「グロッサー・ロッゼルスプリュンク演習（Grosser Rösselsprung）」に参加する。陸軍第2次編制期の旅団隷下部隊は以下のとおりであった。
- 旅団司令部中隊（カッセルのB2戦闘群本部、ヴェッツラーのB5戦闘群本部およびマールブルクのÇ2戦闘群本部を母体に1959年に編成）
- 第191装甲擲弾兵大隊（1959年にゲッティンゲンの第12装甲擲弾兵大隊第4中隊とフリッツラーの第22装甲擲弾兵大隊第3中隊を母体に編成）
- 第193装甲擲弾兵大隊（1959年10月1日にコブレンツの第5装甲擲弾兵大隊と第25装甲擲弾兵大隊を母体に編成）
- 第194戦車大隊（第5駆逐戦車大隊を母体に1959年編成）
- 第195装甲砲兵大隊（リンゲン (エムス)にて第441砲兵大隊として1958年編成、1959年にミュンスターハンドルフにて第195砲兵大隊に改編）
- 第190駆逐戦車中隊（マールブルクにて第2猟兵大隊第3中隊として1956年編成、1962年にミュンスター＝ハンドルフにて第190駆逐戦車中隊に改編）
- 第190装甲工兵中隊（ヴァーレンドルフにて1962年編成、1962年3月6日にアーレンに移駐）
- 第190補給中隊（第7補給大隊として1957年編成、1973年にアーレンにて第190補給中隊として改編）
- 第190整備中隊（第196補給大隊第3中隊として1959年編成。1973年にミュンスター＝ハンドルフにて第190整備中隊に改編）
- 第190装甲偵察中隊（1962年編成、第7装甲偵察大隊の装甲偵察小隊を母体に）

### 第3次編制
1970年、第192装甲擲弾兵大隊は第441猟兵大隊および第44猟兵連隊に改編され第15郷土防衛団隷下となる。1971年にイギリス軍主導のキーストーン演習に参加し、同年に第190特殊武器防護中隊が第7特殊武器防護中隊に改編されるも旅団に残置する。1972年、第191装甲擲弾兵大隊と第193装甲砲兵大隊にマルダー歩兵戦闘車が装備される。1973年に第196補給大隊は解隊され旅団直轄部隊として整備中隊と補給中隊に分かれる。第190装甲偵察小隊は旅団独立部隊となる。1975年には欧州連合軍最高司令官（SACEUR）のアレクサンダー・ヘイグ米陸軍大将が旅団部隊が所在するテルクテを訪問する。1976年から1977年にかけては部隊実験のために第191装甲擲弾兵大隊は第20装甲旅団に提供される。1977年に第193装甲擲弾兵大隊と第194装甲擲弾兵大隊はカナダ・マニトバ州に所在するシロ・ドイツ陸軍訓練施設（GATES）の演習場で訓練を実施した。

### 第4次編制
1980年に陸軍第4次編制での再編成枠組みで部隊改称が行われ、再び第191装甲擲弾兵大隊が第192装甲擲弾兵大隊となる。陸軍第4次編制期の隷下部隊は以下のとおりであった。
- 旅団司令部中隊
- 第191装甲擲弾兵大隊（1980年10月1日再編成）
- 第193装甲擲弾兵大隊
- 第194戦車大隊
- 第195装甲砲兵大隊
- 第441猟兵大隊
- 第190補給中隊
- 第190整備中隊
- 第190駆逐戦車中隊
- 第190装甲工兵中隊
- 第197野戦予備大隊

1989年に旅団は愛称「ミュンスターラント」が与えられた。

### 第5次編制
1994年に第19装甲擲弾兵旅団は短期間ながら第1装甲師団隷下に編成替えし、1996年に再び第7装甲師団隷下に復帰する。2002年8月末に第19装甲擲弾兵旅団は解隊する。

## 歴代旅団長
| 代 | 氏名                                                                                                | 着任          | 離任          |
| -- | --------------------------------------------------------------------------------------------------- | ------------- | ------------- |
| 1  | オットー・フォンダーマン陸軍大佐 Otto Fondermann                                                    | 1959年3月1日  | 1960年3月31日 |
| 2  | デトレフ・フォン・ルモール陸軍准将 Detlef von Rumohr                                                | 1960年4月1日  | 1961年5月8日  |
| 3  | オットー・フィッシャー陸軍大佐 Otto Fischer                                                         | 1961年5月9日  | 1963年3月31日 |
| 4  | ベルント・フライターク・フォン・ローリングホーフェン陸軍准将 Bernd Freiherr Freytag von Loringhoven | 1963年4月1日  | 1964年7月30日 |
| 5  | ヴェルナー・ツィーグラー陸軍大佐 de:Werner Ziegler (Soldat)                                         | 1964年8月1日  | 1967年9月6日  |
| 6  | フランツ＝ヨーゼフ・シュルツェ陸軍准将 de:Franz-Joseph Schulze                                      | 1967年9月7日  | 1968年9月30日 |
| 7  | ギュンター・レーンハック陸軍大佐 Günter Rennhack                                                    | 1968年10月1日 | 1971年10月1日 |
| 8  | ホルスト＝ボード・シューヴィルト陸軍准将 Horst-Bodo Schuwirth                                       | 1971年4月29日 | 1974年6月30日 |
| 9  | ホルスト・ショイアーマン陸軍准将 Horst Scheuermann                                                  | 1974年7月1日  | 1977年9月30日 |
| 10 | ヴォルフガング・テベ陸軍大佐 Wolfgang Tebbe                                                         | 1977年10月1日 | 1980年3月31日 |
| 11 | フーベルトゥス・ゼンフ陸軍大佐 Hubertus Senff                                                       | 1980年4月1日  | 1983年3月31日 |
| 12 | マンフレート・ゲルバー陸軍大佐 Manfred Gerber                                                       | 1983年4月1日  | 1985年3月31日 |
| 13 | ゲルト・シュルツェ＝ローンホフ陸軍准将 de:Gerd Schultze-Rhonhof                                     | 1985年4月1日  | 1989年9月30日 |
| 14 | ルドルフ・ケンプ陸軍大佐 Rudolf Camp                                                                | 1989年10月1日 | 1992年9月30日 |
| 15 | ヘニング・ブルマー陸軍准将 Henning Brümmer                                                          | 1992年10月1日 | 1995年9月30日 |
| 16 | カール・アッカーマン陸軍大佐 Karl Ackermann                                                         | 1995年10月1日 | 1999年        |
| 17 | ロベルト・ベルクマン陸軍大佐 de:Robert Bergmann (General)                                           | 2000年        | 2002年8月     |